# Arapaçu-platino
Trepa-troncos-rioplatense ou arapaçu-platino (Drymornis bridgesii) é uma espécie de ave da subfamília Dendrocolaptinae. É a única espécie do género Drymornis.